# Fotbal Club Caracal
Il Fotbal Club Caracal è stata una società calcistica rumena con sede nella città di Craiova. Fondata nel 1949 come Metalul Craiova, dal 2004 cambia sede spostandosi in quel di Caracal.

## Storia
Il club è stato fondato nel 1949 col nome Metalul Craiova. I primi anni disputa i campionati provinciali, nel 1956 è in Divizia C, dove rimane fino al 1966-67 quando, come Electroputere Craiova, viene promosso in Divizia B. Rimane nella serie cadetta fino al 1978-79, anno in cui viene retrocesso . Rimane 5 stagioni nella terza divisione prima di tornare nuovamente nella serie cadetta. Il campionato 1990-91 vede la squadra promossa per la prima volta in Divizia A. Nel massimo campionato disputa in totale 5 campionati (i primi 4 consecutivi tra cui spicca il terzo posto nell'annata d'esordio, il 1991-92).
Nel 1998 diventa Extensiv Craiova per cambiare nuovamente in FC Craiova nel 2003, nome omonimo di una squadra attiva negli anni '40. L'anno successivo la squadra si sposta a Caracal e dalla fusione del FC Craiova col Progresul Caracal nasce il FC Caracal viene retrocesso fino alla Liga IV, per essere poi promosso in Liga III al termine della stagione 2008-09

## Nomi ufficiali della squadra
Nel corso della sua esistenza il club ha avuto i seguenti nomi ufficiali:
- 1949 Metalul Craiova
- 1956 Energia Craiova
- 1958 Rovine Griviţa
- 1958 Feroviarul Craiova
- 1959 C.F.R. Rovine
- 1959 Jiul Craoiva
- 1960 C.S. Craiova
- 1961 C.F.R. Electroputere Craiova
- 1962 Electroputere Craiova
- 1998 Extensiv Craiova
- 2003 FC Craiova
- 2004 FC Caracal

## Palmarès

### Competizioni nazionali
- Liga II: 1

1998-1999

### Altri piazzamenti
- Campionato rumeno:

Terzo posto: 1991-1992